# Herbert Wessely
Herbert Wessely (* 13. August 1908 in Znaim; † 12. März 1998 in Karlsruhe) war ein mährischer Graveur, Komponist, Kunstmaler und Schriftsteller.

## Leben
Herbert Wessely wurde im österreichischen Südmähren geboren. Sein Vater Nikolaus verlor nach dem Ersten Weltkrieg in der neugegründeten Tschechoslowakei seine Stellung, sodass die Familie verarmte und Herbert keine höhere Schule besuchen konnte. Herbert Wessely arbeitete ab 1929 als Mustermacher und Medailleur im nordböhmischen Isergebirge. 1948 aus der Tschechoslowakei ausgewiesen und aller Habe beraubt, zog er mit seiner Frau und den zwei Kindern nach Karlsruhe. Durch die Vertreibung ging fast sein gesamtes bisheriges Werk an Gedichten, Erzählungen, Zeichnungen, Bildern und Kompositionen verloren.
Wessely arbeitete am Südmährischen Jahrbuch mit, von 1965 bis 1973 als Hauptschriftleiter. Er war Mitbegründer der Charles-Sealsfield-Gesellschaft und von 1985 bis 1994 deren Vorsitzender. Außerdem war er Gründungsmitglied des Marburger Kreises.
Wessely schrieb u. a. Texte für Kompositionen von Widmar Hader und gab 1963 Erzählungen und Gedichte aus dem Nachlass von Ilse Ringler-Kellner heraus.

## Werke (Auswahl)
- Schmaler Pfad. Gedichte und kleine Prosa. 1958
- Wanderung. Gedichte und Prosa. 1968
- Eisvogel und Sperling. Gedichte. 1977
- Die Knaben und Gott. Erzählungen. 1994

## Auszeichnungen
- 1941: Adalbert-Stifter-Preis
- 1960: Literaturpreis der Stadt Karlsruhe
- 1978: Adalbert-Stifter-Medaille
- 1983: Gedenkmedaille der Stadt Esslingen
- 1987: Bundesverdienstkreuz I. Klasse
- 1988: Pro-Arte-Medaille der Künstlergilde Esslingen
- 1993: Heimatmedaille des Landes Baden-Württemberg